# Fairbank (Iowa)
Fairbank é uma cidade localizada no estado americano de Iowa, no Condado de Buchanan e Condado de Fayette.

## Demografia
Segundo o censo americano de 2000, a sua população era de 1041 habitantes.
Em 2006, foi estimada uma população de 1031, um decréscimo de 10 (-1.0%).

## Geografia
De acordo com o United States Census Bureau tem uma área de
1,5 km², dos quais 1,5 km² cobertos por terra e 0,0 km² cobertos por água. Fairbank localiza-se a aproximadamente 318 m acima do nível do mar.

## Localidades na vizinhança
O diagrama seguinte representa as localidades num raio de 16 km ao redor de Fairbank.